# Blaisy
Blaisy és un municipi francès situat al departament de l'Alt Marne i a la regió del Gran Est. L'any 2007 tenia 81 habitants.

## Demografia

### Població
El 2007 la població de fet de Blaisy era de 81 persones. Hi havia 31 famílies de les quals 4 eren unipersonals (4 homes vivint sols), 9 parelles sense fills, 9 parelles amb fills i 9 famílies monoparentals amb fills.
La població ha evolucionat segons el següent gràfic:
Habitants censats

### Habitatges
El 2007 hi havia 31 habitatges, 30 eren l'habitatge principal de la família i 1 estava desocupat. 30 eren cases i 1 era un apartament. Dels 30 habitatges principals, 22 estaven ocupats pels seus propietaris i 7 estaven llogats i ocupats pels llogaters; 2 tenien tres cambres, 10 en tenien quatre i 18 en tenien cinc o més. 26 habitatges disposaven pel capbaix d'una plaça de pàrquing. A 9 habitatges hi havia un automòbil i a 20 n'hi havia dos o més.

### Piràmide de població
La piràmide de població per edats i sexe el 2009 era:
| Homes | Edats   | Dones |
| ----- | ------- | ----- |
| 0     | 95 o +  | 0     |
| 0     | 90 a 94 | 0     |
| 0     | 85 a 89 | 0     |
| 0     | 80 a 84 | 0     |
| 4     | 75 a 79 | 0     |
| 0     | 70 a 74 | 4     |
| 0     | 65 a 69 | 0     |
| 0     | 60 a 64 | 4     |
| 0     | 55 a 59 | 0     |
| 0     | 50 a 54 | 4     |
| 4     | 45 a 49 | 4     |
| 4     | 40 a 44 | 0     |
| 4     | 35 a 39 | 8     |
| 4     | 30 a 34 | 0     |
| 0     | 25 a 29 | 0     |
| 0     | 20 a 24 | 0     |
| 0     | 15 a 19 | 4     |
| 4     | 10 a 14 | 4     |
| 8     | 5 a 9   | 4     |
| 0     | 0 a 4   | 0     |

## Economia
El 2007 la població en edat de treballar era de 58 persones, 48 eren actives i 10 eren inactives. De les 48 persones actives 43 estaven ocupades (24 homes i 19 dones) i 5 estaven aturades (2 homes i 3 dones). De les 10 persones inactives 2 estaven jubilades, 5 estaven estudiant i 3 estaven classificades com a «altres inactius».
Activitats econòmiques
Dels 4 establiments que hi havia el 2007, 2 eren d'empreses de construcció, 1 d'una empresa de comerç i reparació d'automòbils i 1 d'una empresa de serveis.
L'únic servei als particulars que hi havia el 2009 era una lampisteria.
L'any 2000 a Blaisy hi havia 3 explotacions agrícoles que ocupaven un total de 585 hectàrees.

## Poblacions més properes
El següent diagrama mostra les poblacions més properes.